# Каясан
Каяса́н (рос. Каясан) — село у складі Щучанського району Курганської області, Росія. Адміністративний центр Каясанської сільської ради.
Населення — 1086 осіб (2010, 1132 у 2002).
Національний склад станом на 2002 рік: росіяни — 82 %, решта татари, башкири.